# Grčki jezik
Grčki jezik (endonim: Ελληνικά, Elliniká; starogrčki: Ἑλληνική, Hellēnikḗ) helenski je jezik, uz hetitski najranije zabilježeni indoeuropski jezik. Govori se još od vremena antike, a danas je rasprostranjen u Grčkoj, na Cipru, u južnoj Albaniji, drugim područjima jugoistočne Europe i obale Crnoga mora, u Maloj Aziji i na istočnom Sredozemlju. Ključan je dio kulture Zapada.

## Povijest
Razvio se oko 2000. pr. Kr. na tlu Grčke. Njegova je povijest podijeljena u više dijelova:
- pragrčki jezik
- mikenski dijalekt starogrčkog jezika
- starogrčki jezik
- koine
- srednjovjekovni grčki jezik
- novogrčki jezik.

Prvi tragovi njihova dolaska na koje pokazuju arheološki nalazi potječu iz vremena oko 1900. pr. Kr. kada su se Minijci doselili u Grčku iz krajeva sjeverno od Crnog mora. Prvi su zapisi iz 15. stoljeća prije Krista na linearu B i mikenskome, prvoposvjedočenome grčkom dijalektu.
Poslije je uslijedilo još nekoliko seoba, a posljednja je bila oko 1200. godine prije Krista kada su pristigli Dorani spustivši se s područja oko srednjeg Dunava dvama smjerovima: kroz Iliriju i Epir te kroz Makedoniju i Tesaliju. Došavši, uništili su mikensku civilizaciju. Kada se govori o dolasku Grka, vrlo je vjerojatno da je riječ o tanku sloju aristokrata koji se nametnuo domorodcima vlašću i jezikom.
Nakon toga uslijedilo je tzv. mračno doba bez pisanih dokumenata, a nakon njega povijesno doba Grčke kada je prihvaćeno feničko pismo. Otada postoji neprekinut kontinuitet kulture.
Od 4. do 6. stoljeća pr. Kr. grčki se nalazi u klasičnom razdoblju na što se obično misli kada se govori o antičkom grčkom.
Atički je s vremenom svojim velikim kulturnim prestižem potisnuo ostala narječja i, počevši od 4. stoljeća pr. Kr., prihvatili su ga svi prozni pisci, a kasnije i pjesnici kao zajednički jezik. Postao je, u ponešto izmijenjenom obliku s nekim jonskim primjesama, osnova za tzv. koiné koja je bila opći medij komuniciranja država dijadoha nastalih nakon osvajanja Aleksandra Makedonskog, a kasnije i Istočnog Rimskog Carstva.
Koine je nastala približavanjem ostalih narječja atičkome, a s vremenom je taj proces toliko promijenio narječja da se, kada je atički proglašen standardom po ujedinjenju Grčke pod Aleksandrom Makedonskim, nitko nije bunio. Koine je u potpunosti zamijenila ostala narječja do drugog stoljeća poslije Krista.
Koine se proširila tada poznatim svijetom i postala međunarodni jezik. Osvajanjem se počela rabiti u Maloj Aziji, Egiptu, Siriji, Mezopotamiji, Perziji, Indiji i Afganistanu. Postala je lingua franca. Diglosija je bila česta, a neizvorni su govornici prilagođavali koine svojim lokalnim jezicima tako oblikujući narječja koine. Na grčki se u osvojenim teritorijima gledalo kao na jezik napadača i osvajača. Samo je u Maloj Aziji grčki zamijenio lokalne jezike u potpunosti nakon puno stoljeća upotrebe. 
Iz koine se razvio bizantski grčki, a od pada Carigrada 1453. počinje vrijeme modernoga grčkog jezika. Jedini potomak ostalih grčkih dijalekata, koji se nisu stopili u koinu, današnji je tsakonski (cakonski) koji je nastao od lakonskog dijalekta. Moguće je da i griko, govor Grka u Italiji, potječe iz antičkoga govora koji nije koiniziran.

## Geografska raslojenost

### Antička narječja
Klasična podjela na šest skupina temelji se na mnogim natipisima. U to je vrijeme svaki polis imao svoj idiom u upotrebi u natpisima, državnim zapisima, odlukama i tako dalje.
Tradicionalno se dijalekti dijele na sjeverozapadne, dorske, pamfilijski, eolski, arkadijsko-ciparski i jonsko-atički te rano posvjedočen, a kasnije izgubljen mikenski. U jonsko-atičkome nadalje se razlikuju jonsko i atičko.

Grci su sami dijelili grčki na jonsko-atički, dorski i eolski, a Grke su isto tako smatrali Jonjanima, Doranima ili pak Eoljanima. Arkadociparski nisu uočili kao posebni dijalekt: Cipar je bio predaleko, a Arkadija nezanimljiva zabit.
| Zapadna grupa: ██ dorsko ██ sjeverozapadno dorsko ██ ahejsko dorsko | Središnja grupa: ██ eolsko ██ arkadociparsko | Istočna grupa: ██ atičko ██ jonsko |
|                                                                     |                                              |                                    |

Narječja se tradicionalno ovako dalje dijele:
- istočna grupa:
  - jonsko-atički
    - atički
    - jonski u užem smislu
    - maloazijski jonski
    - otočni jonski
    - eubejski

  - arkadociparski
    - arkadijski
    - ciparski

  - mikenski (izumro prije klasičnoga doba, dijeli karakteristike s arkadociparskim)
  - eolski (?)
    - tesalijsko-beotijski
      - beotijski
      - tesalijski

    - lezbijski
    - govori Male Azije
- zapadna grupa:
  - sjevernozapadni dorski dijalekti
    - lokrijski
      - ozolski
      - opuntski

    - etolski
    - fokidski
    - epirski
    - enijanijski
    - ahejski (?)
    - elidski (?)

  - dorski dijalekti
    - (lakonsko-mesenijski)
      - lakonski
      - mesenijski

    - argolidski
      - saronski
      - zapadnoargolidski

    - korintski
    - megarski
    - kretski
    - rodski
    - govori Mela, Tere i Kirene
    - govori dorskih gradova Sicilije

  - pamfilski.

Staromakedonski nije dovoljno posvjedočen da ga se svrsta u neku određenu skupinu. Najčešće ga se smatra dijelom zapadne grupe (sjeverozapadnim dorskim dijalektom), dijelom eolskog narječja, a rijetko i posebnim helenskim jezikom.
Tradicionalna je podjela grčkih govora na istočne i zapadne kako je već navedeno, a u novije se vrijeme pojavljuje i ideja podjele na sjeverne (sjeverozapadno grčki, dorski, eolski) i južne (arkadociparski, jonsko-atički). Razlika je u klasifikaciji eolskoga. Južne govore odlikuje inovativnost u usporedbi s konzervativnijim sjevernim.
Postojanje eolskoga dijalekta upitno je zbog vrlo ranih razlika između tesalijsko-beotijskoga u Tesaliji i Beotiji te lezbijskoga na Lezbu.
Južni su govori prvopridošlih Grka, a sjeverni, dorski, došli su s drugim valom doseljavanja. Dolaskom su razbili arkadociparsko narječje na arkadijski koji se očuvao u zbog brdovita terena nedostupnijoj Arkadiji, a ostali su protjerani sve do Cipra.
Lokalni su se govori u zadnjim stoljećima prije Krista počeli zamjenjivati regionalnim: sjeverozapadno grčka koine, dorska koine, atička koine. Atička je koine zamijenila ostale u prvim stoljećima prije Krista.

### Književna narječja
U književnosti su Grci upotrebljavali jedno od četiriju narječja: jonsko, atičko, eolsko i dorsko. Svako narječje odgovoralo je nekomu književnom rodu. Iako imaju podlogu u mjesnim govorima, bili su nadregionalni jezici književnosti, nepovezani sa svakodnevnim dijalektima koji se pojavljuju u natpisima i državnim zapisima.
Atički se rabio u drami: Eshil, Sofoklo, Euripid, Aristofan. Njime govori Demosten, pišu povjesničar Tukidid te filozofi Platon i Aristotel. Vrlo se razlikovao od govornoga jezika.
Jonski, sličan atičkomu književnom dijalektu, javljao u epici, to je jezik Homera i Hesioda, te grčkoj filozofiji, u dijelima mislioca kao što su Heraklit, Parmenid ili Tales. Herodot, otac povijesti, piše jonskim.
Eolskim pišu liričari Sapfo i Alkej s Lezba. Iako objavljuje vrlo različite mjesne govore, jezik Sapfe i Alkeja ne razlikuje se previše od lezbijskoga mjesnoga govora.
Dorski se ponajviše smatrao jezikom korske lirike kao što su Pindarova djela.

### Moderna narječja
Govori novogrčkoga mogu se podijeliti u narječja (koja imaju veće razlike i teže su razumljivi govornicima drugih narječja) i dijalekata (koji imaju manje razlika koje su ipak primjetne). Pravim se narječjima stoga drže pontski (uključen mariupoljski), kapadocijski, cakonski, južnotalijanski (kalabrijski i apulijski), istanbulski i neki manji ili izumrli. Kretski i ciparski također se ponekad smatraju narječjima zbog velikih razlika.
Narječja se u širem smislu mogu podijeliti na sjeverne, peloponesko-jonske, kretsko-cikladske, južne i jugoistočne te ostale manje (cakonski, staroatensko-manijski).
Novogrčka su narječje poslije Drugoga svjetskog rata počela nestajati, a neki su jako ugroženi (za kapadocijski se dugo mislilo da je izumro). Narječja su više dio tradicije nego govoreni jezik koji se rabi.
Postoje obilježja glasovnih sustava po kojima se grčka narječja i dijalekti mogu podijeliti.
1. Sjeverna grčka narječja Kontossopulos dijeli u tri podgrupe:[13]
  1. ekstremna sjeverna narječja brišu sve nenaglašene /i/ i /u/ te zatvaraju /e/ i /o/ u /i/ i /u/ (tj., mijenjaju e > i, o > u)
  2. sjeverna narječja gube samo završne nenaglašene /i/ i /u/, a zatvaraju samo neneaglašene /e/ i /o/
  3. polusjeverna narječja također gube samo završne i nenaglašene /i/ i /u/, ali ne zatvaraju /e/ i /o/.
2. Antički υ i οι postali su /i/ u gotovo svim inačicama novogrčkoga, ipak, neka područja prebacila su te glasove u /u/. Riječ je o četiri oaze: Kimi, Egina, Megara i staroatensko narječje, uz njih i na poluotoku Mani i u cakonskome.
3. Iako sva narječja palataliziraju svoje velare pred prednjim samoglasnicima i glasom /j/, obilježje je južnih govora ekstremna palatalizacija i frikcija ili afrikcija velara. Poznati su kretsko i ciparsko narječje.
  1. Na sjeveru područja palatalizacije velara nalaze se govori koji imaju tzv. tsitakismos ili u prijevodu citakizam. Ova je promjena slična hrvatskoj sibilarizaciji. Glas /k/ pred /i/, /e/ i /j/ postaje /t͡s/ (hrv. c), a na nekim mjestima promjena se proširila i na /x/ te /g/ koji postaju /s/ i /d͡z/. Ovo je obilježje govora Ciklada koji nemaju palatalizaciju velara i u već spomenutim područjima zvanim Egina i Megara (ali ne i Kimi) te u staroatenskom.
4. Ciparski grčki očuvao je i geminaciju iz starogrčkoga (dug suglasnik kao u hrvatskom najjači i uzšetati se[14]). Također je razvio vlastitu geminaciju, čak i na početku riječi. Dugi bezvučni plozivi nisu samo duži, nego i aspirirani. Primjeri riječi koje razlikuju kratke i duge suglasnike: /filla/ 'listovi' i /fila/ 'Poljubi!' ili /mmatin/ 'oko' i /matin/ 'ogrtač'.[15]
5. Još jedno obilježje koje se pojavljuje u ciparskome i drugim jugoistočnim narječjima jest zadržavanje završnog /n/. Primjerice, 'rekao je' glasi [ipen] pred pauzom.[16]

Naravno, govori se mogu podijeliti i po morfološkim i sintaktičkim obilježjima.
1. Morfološka:
  1. već spomenuto zadržavanje završnog -n
  2. 3. lice množine indikativa prezenta aktivnoga glasi -ουσι umjesto standardnog -ουν (Dodekanez i Cipar)
  3. član muškoga roda glasi [i] umjesto standardnog [o] (sjever Grčke)
  4. augment glasi [i-] umjesto [e-] (Dodekanez, Kreta i Cipar)
  5. upitna zamjenica είντα umjesto τι (Egejski otoci).
2. Sintaktička:
  1. neizravni objekt izražava se akuzativom umjesto genitivom (sjever Grčke, Pont, Mala Azija)
  2. klitike se naslanjaju desno, a ne lijevo (to jest, nisu proklitike, nego enklitike) έδωσά σου umjesto σου έδωσα (Egejski otoci i Mala Azija)[12]

#### Dijaspora
Grčkim se jezikom služe i ljudi u dijaspori. Oko 5 000 000 Grka živi izvan domovine iako je taj broj teško procijeniti, a grčka dijaspora može se otprilike podijeliti na onu koja je nastala tijekom ranije povijesti (primjerice, tijekom antike, nakon propasti Bizanta ili propasti Trapezuntskoga Carstva 1461. godine i drugih) te na onu koja je nastala kasnijim seljenjem u vrijeme Osmanskoga Carstva, 19. i prošloga stoljeća. Posebno je puno ljudi napustilo tradicionalna grčka područja nakon Drugoga svjetskog rata, Grčkoga građanskog rata i turske invazije na Cipar 1974. godine.
Tradicionalno Grci naseljavaju Albaniju, Sjevernu Makedoniju, druge dijelove jugoistočne Europe, južnu Rusiju, Ukrajinu, Malu Aziju, Pont, Istočnu Anatoliju, Gruziju, Južni Kavkaz, Egipat, južnu Italiju i Cargèse na Korziki. Inačice grčkoga koje se rabe u ovim dijelovima svijeta razlikuju se od modernoga standarda, ali i od govora moderne Grčke. Primjeri su ovih govora grčko-apulijski, grčko-kalabrijski, istanbulski grčki, mariupoljski, pontski jezik i drugi. Mnogi su ovi govori ugroženi.
Najviše Grka u dijaspori živi u SAD-u, Njemačkoj, Australiji, Kanadi i Ujedinjenom Kraljevstvu (gdje su došli u moderno vrijeme) te u Albaniji.

## Govornici
U mikenska vremena grčki je imao nekoliko desetaka tisuća govornika, ipak, u klasična je vremena broj bio veći: Atena je sama imala oko 60 000 odraslih muškaraca, a to znači da je populacija iznosila oko 300 000 ljudi sa ženama i djecom.
Uzme li se u obzir veličina vojska (Grčka liga dala je Aleksandru 7000 vojnika), populacija drugih gradova (U Tebi je 335. g. prije Krista ubijeno 6000 ljudi kada ju je Aleksandar Veliki sravnio) i veličina amfiteatara (obično su mogli primiti najmanje 10 000 ljudi), može se procijeniti da je, možda poprilično konzervativno, područje Grčke imalo oko 800 000 stanovnika. U vrijeme helenizma broj je govornika vjerojatno iznosio nekoliko milijuna, ali nisu svi ljudi koji su živjeli u državi Aleksandra Velikog govorili grčki.
U Grčkoj danas živi 10,7 milijuna govornika grčkoga, a puno ljudi govori njime i u dijaspori.

## Grčki alfabet
Prvi pisani spomenici na grčkome jeziku potječu iz sredine 2. tisućljeća pr. Kr. To nisu najstariji indoeuropski pisani spomenici jer su, primjerice, hetitski najstariji. Međutim, grčki, uz manje prekida, ima kontinuitet pismenosti od 3500. g., a današnji grčki izravan je potomak najstarijih govora grčkog stanovništva iz minojsko-mikenskog doba. Takav neprekinut slijed može se pronaći samo još kod kineskoga i u manjoj mjeri indijskih jezika. 
Najstarije pismo Grka bio je mikenski slogovni linear B koje nije bilo prikladno za zapisivanje grčkog jezika. Pismo je vjerojatno nastalo u kontinentalnoj Grčkoj gdje je kretski linear A prilagođen grčkom jeziku oko 16. st. pr. Kr. kada minojska kultura bilježi najveći procvat. Kasnijim je napredovanjem Mikene linearno B pismo preneseno na Kretu. Upravo su na Kreti, u Knosu, nađeni najstariji primjerci lineara B. Odnose se na doba vladavine Ahejaca u 15. st. pr. Kr. Jezik je grčki. Pločice sa zapisima na linearu B nađene još i na Peleponezu i u srednjoj Grčkoj. Od 9. stoljeća pojavljuju se razni oblici feničkog pisma. Uz neke je prilagodbe (izbacivanje nepotrebnih znakova za suglasnike, ubacivanje znakova za samoglasnike) postao grčkim pismom. Od više je varijanti na kraju prevladao jonski alfabet koji je 403. g. pr. Kr. bio službeno uveden u Ateni.
Danas se još uvijek upotrebljava, a rabi se i za označavanje kutova u matematici.
| Slovo  | Ime           | Ime       | Ime       | Glas           | Glas      | Latinička transkripcija | Latinička transkripcija | Feničko slovo |
| Slovo  | starogrčko    | novogrčko | novogrčko | starogrčki     | novogrčki | starogrčki              | novogrčki               | Feničko slovo |
| ------ | ------------- | --------- | --------- | -------------- | --------- | ----------------------- | ----------------------- | ------------- |
| Α α    | ἄλφα          | άλφα      | alfa      | [a] [aː]       | [a]       | a                       | a                       | alef          |
| Β β    | βῆτα          | βήτα      | beta      | [b]            | [v]       | b                       | v                       | bet           |
| Γ γ    | γάμμα         | γάμμα     | gama      | [g]            | [ʝ], [ɣ]  | g                       | gh, g                   | gimel         |
| Δ δ    | δέλτα         | δέλτα     | delta     | [d]            | [ð]       | d                       | dh, d                   | dalet         |
| Ε ε    | εἶ, ἒ ψιλόν   | έψιλον    | epsilon   | [e]            | [e̞]       | e                       | e                       | he            |
| Ζ ζ    | ζῆτα          | ζήτα      | zeta      | [zd], [zː]     | [z]       | z                       | z                       | zajin         |
| Η η    | ἦτα           | ήτα       | eta       | [ɛː] ([h])     | [i]       | e, ē                    | i                       | het           |
| Θ θ    | θῆτα          | θήτα      | theta     | [tʰ]           | [θ]       | th                      | th                      | tet           |
| Ι ι    | ἰῶτα          | ιώτα      | jota      | [i], [iː]      | [i], [j]  | i, ī                    | i                       | jod           |
| Κ κ    | κάππα         | κάππα     | kapa      | [k]            | [k], [c]  | k                       | k                       | kaf           |
| Λ λ    | λάβδα, λάμβδα | λάμδα     | lambda    | [l]            | [l]       | l                       | l                       | lamed         |
| Μ μ    | μῦ            | μι        | mi        | [m]            | [m]       | m                       | m                       | mem           |
| Ν ν    | νῦ            | νι        | ni        | [n]            | [n]       | n                       | n                       | nun           |
| Ξ ξ    | ξεῖ, ξῖ       | ξι        | ksi       | [ks]           | [ks]      | ks                      | ks                      | sameh         |
| Ο ο    | οὖ, ὂ μικρόν  | όμικρον   | omikron   | [o]            | [o̞]       | o, ŏ                    | o                       | ajin          |
| Π π    | πεῖ, πῖ       | πι        | pi        | [p]            | [p]       | p                       | p                       | pe            |
| Ρ ρ    | ῥῶ            | ρω        | ro        | [r], [r̥]       | [ɾ]       | r                       | r                       | reš           |
| Σ σ, ς | σῖγμα         | σίγμα     | sigma     | [s]            | [s]       | s                       | s                       | šin           |
| Τ τ    | ταῦ           | ταυ       | tau       | [t]            | [t]       | t                       | t                       | tav           |
| Υ υ    | ὗ, ὓ ψιλόν    | ύψιλον    | ipsilon   | [u], [y], [yː] | [i]       | u, y                    | y                       | vav           |
| Φ φ    | φεῖ, φῖ       | φι        | fi        | [pʰ]           | [f]       | ph, f                   | f                       |               |
| Χ χ    | χεῖ, χῖ       | χι        | hi        | [kʰ], [ks]     | [ç], [x]  | kh, ks                  | h                       |               |
| Ψ ψ    | ψεῖ, ψῖ       | ψι        | psi       | [ps]           | [ps]      | ps                      | ps                      |               |
| Ω ω    | ὦ, ὦ μέγα     | ωμέγα     | omega     | [ɔː]           | [o̞]       | o, ō                    | o                       | ajin          |

## Književnost
Starogrčka književnost bogata je, a na rimskoj i starogrčkoj književnosti zasniva se današnja zapadnoeuropska kultura.
Razdoblje traje od pojave Homerovih epova, Ilijade i Odiseje, u 8. stoljeću prije Krista, a otprilike završava kada car Justinijan zatvara Platonovu akademiju u Ateni, posljednju filozofsku školu u antici, 529. godine po Kristu. Dijeli se na: arhajsko, klasično, aleksandrijsko i rimsko razdoblje. 
Dramatici Eshil, Sofoklo i Euripid te epski pjesnik Homer najvažniji su stvaraoci toga vremena. Važni su i komediograf Aristofan, govornik Demosten te mnogobrojni grčki pjesnici. Poznat je i pisac basna, Ezop. 

Bizantska književnost obuhvaća tekstove napisane za vrijeme Bizanta. U ovome razdoblju poeziju i dramu zamijenila je liturgijska književnost i duhovni hvalospjevi. Svjetovna poezija postojala je u obliku epigrama, a historiografija je doživjela procvat.
Nakon razdoblja bizantske književnosti koje završava padom Carigrada započinje razdoblje novogrčke književnosti (od 1453. do danas). Djela su pisana na katarevusi i na demotskom.
Nakon osmanskih osvajanja književnost se pretežno oblikovala na otocima pod vlašću zapadnih zemalja (poput Roda, Cipra i Krete). Tijekom 18. stoljeća fanarioti predvode prosvjetiteljska nastojanja koja su se proširila i na središte grčke dijaspore (Trst, Beč, Odesa). Osnivane su škole i tiskana djela namijenjena razvoju pismenosti i promicanju kulture. Adamantios Korais (izdavač mnogobrojnih dijela klasičnih grčkih autora i tvorac katarevuse) te Rigas Velestinlis (revolucionar i domoljubni pjesnik) postavili su temelje borbi za nacionalno oslobođenje.
Nakon oslobođenja postojalo je grčko jezično pitanje koje je riješeno 1976. uvođenjem demotskog kao standardnog jezika.